# Orion-köd

Az Orion-köd

Az Orion-köd (M42, NGC 1976) két fényes csillagközi gázfelhő az Orion csillagképben, nagyon közel egymáshoz, részben egybefolyva. Valójában egy objektum, amelynek egy részét sötét felhő takarja el. Sőt, mindkét felhőrész egy hatalmas kiterjedésű halvány ködtenger legfényesebb része csak.
Látszólagos fényessége 4 magnitúdó, ezért szabad szemmel is látható; halvány csillagnak tűnik az Orion öve alatt, emiatt a környező csillagokkal együtt Orion kardjának is nevezik. Igazi szépsége azonban távcsövön át, vagy még inkább a hosszú expozíciós idejű fényképeken mutatkozik meg.
A felhő mélyén új csillagok születnek az összesűrűsödő gázból, látható egy fiatal csillagokból álló halmaz is: a Trapéz. Az Orion-köd centrális sűrűsödése nem idősebb 30 000 évnél. Félezernél több változócsillag van a ködben és környezetében.
Ugyan része a Messier 43 csillagköd is, a két objektumot elkülönítik.

## Megfigyelése
- Rektaszcenzió: 05h 32m 49s
- Deklináció: -05° 25′
- Látszólagos fényesség: 4,0m
- Látszólagos kiterjedés: 85' × 60'
- Távolsága: 1270 fényév (389 parszek)
- Látszó átmérője: 1°